# Byron Burgering
Byron Burgering (Houten, 28 november 2000) is een Nederlands voetballer die doorgaans als aanvaller speelt. In de zomer van 2025 verruilde hij FC Den Bosch voor Almere City FC.

## Carrière
Byron Burgering speelde in de jeugd van FC Delta Sports '95, VV 't Goy, weer FC Delta Sports '95 en FC Eindhoven. In seizoen 2019/20 maakte hij deel uit van de eerste selectie van FC Eindhoven. Hij debuteerde voor deze club op 9 augustus 2019, in de met 1-2 gewonnen uitwedstrijd tegen N.E.C. Burgering kwam in de derde minuut van de blessuretijd van de tweede helft in het veld voor Marcelo Lopes. Ook in de met 0-4 gewonnen bekerwedstrijd tegen Rijnsburgse Boys mocht hij invallen. 
In 2020 vertrok hij naar hoofdklasser Sportlust '46. Burgering ging voor een nieuwe avontuur in het betaalde voetbal in februari 2021. Toen tekende hij voor het Poolse Miedź Legnica dat uitkomt in de I liga. Elf maanden later, in januari 2022, ging hij terug naar het amateurvoetbal; GVVV in de Tweede divisie.
Op 27 april werd bekend dat Burgering voor twee seizoenen heeft getekend bij FC Den Bosch. Tijdens zijn officiële debuut voor FC Den Bosch, uit bij FC Eindhoven (2-0), maakte hij meteen de negentig minuten vol. De week erop had Burgering een groot aandeel in de zege van FC Den Bosch op Jong AZ (6-0). Hij bereidde in de drieëntwintigste minuut de 2-0 van Thijs van Leeuwen en in de achtentwintigste minuut de 3-0 van Stan Henderikx voor en maakte in de vijtigste minuut zelf de 4-0. Na doorkoppen van Danzell Gravenberch schoot Burgering de bal in de rechter benedenhoek. Op 26 november 2024 maakte hij in de uitwedstrijd tegen SC Cambuur zijn zesde doelpunt voor FC Den Bosch. Op dat moment al één meer dan het gehele vorige seizoen een niveau lager. Uiteindelijk belandde Burgering in de dubbele cijfers: tien doelpunten en tien assists. 
Zijn tijd bij FC Den Bosch bleef beperkt tot één seizoen. Op 20 juni 2025 tekende de buitenspeler voor drie seizoenen bij Almere City FC.

### Statistieken
| Seizoen                    | Club           | Competitie     | Competitie | Competitie | Beker | Beker | Overig | Overig | Totaal | Totaal |
| Seizoen                    | Club           | Competitie     | Wed.       | Dlp.       | Wed.  | Dlp.  | Wed.   | Dlp.   | Wed.   | Dlp.   |
| -------------------------- | -------------- | -------------- | ---------- | ---------- | ----- | ----- | ------ | ------ | ------ | ------ |
| 2019/20                    | FC Eindhoven   | Eerste divisie | 1          | 0          | 1     | 0     | 0      | 0      | 2      | 0      |
| 2021/22                    | Miedź Legnica  | I liga         | 33         | 9          | 0     | 0     | 0      | 0      | 33     | 9      |
|                            |                |                |            |            |       |       |        |        |        |        |
| 2024/25                    | FC Den Bosch   | Eerste divisie | 38         | 10         | 1     | 0     | 0      | 0      | 39     | 10     |
| 2025/26                    | Almere City FC | Eerste divisie | 0          | 0          | 0     | 0     | 0      | 0      | 0      | 0      |
| Carrièretotaal             | Carrièretotaal | Carrièretotaal | 72         | 19         | 2     | 0     | 0      | 0      | 74     | 19     |
| Bijgewerkt op 23 juni 2025 |                |                |            |            |       |       |        |        |        |        |